# Åmåls högre allmänna läroverk

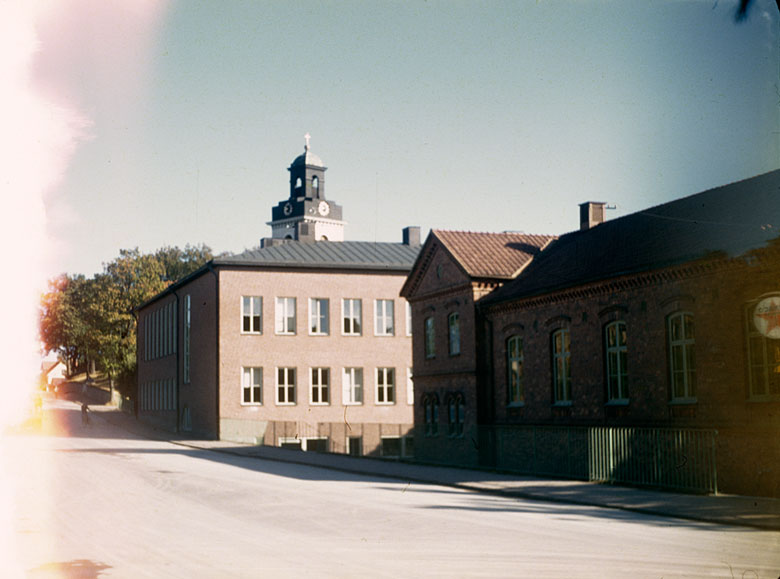
Tillbyggnaden från 1939 till vänster och gymnastiksalen till höger.

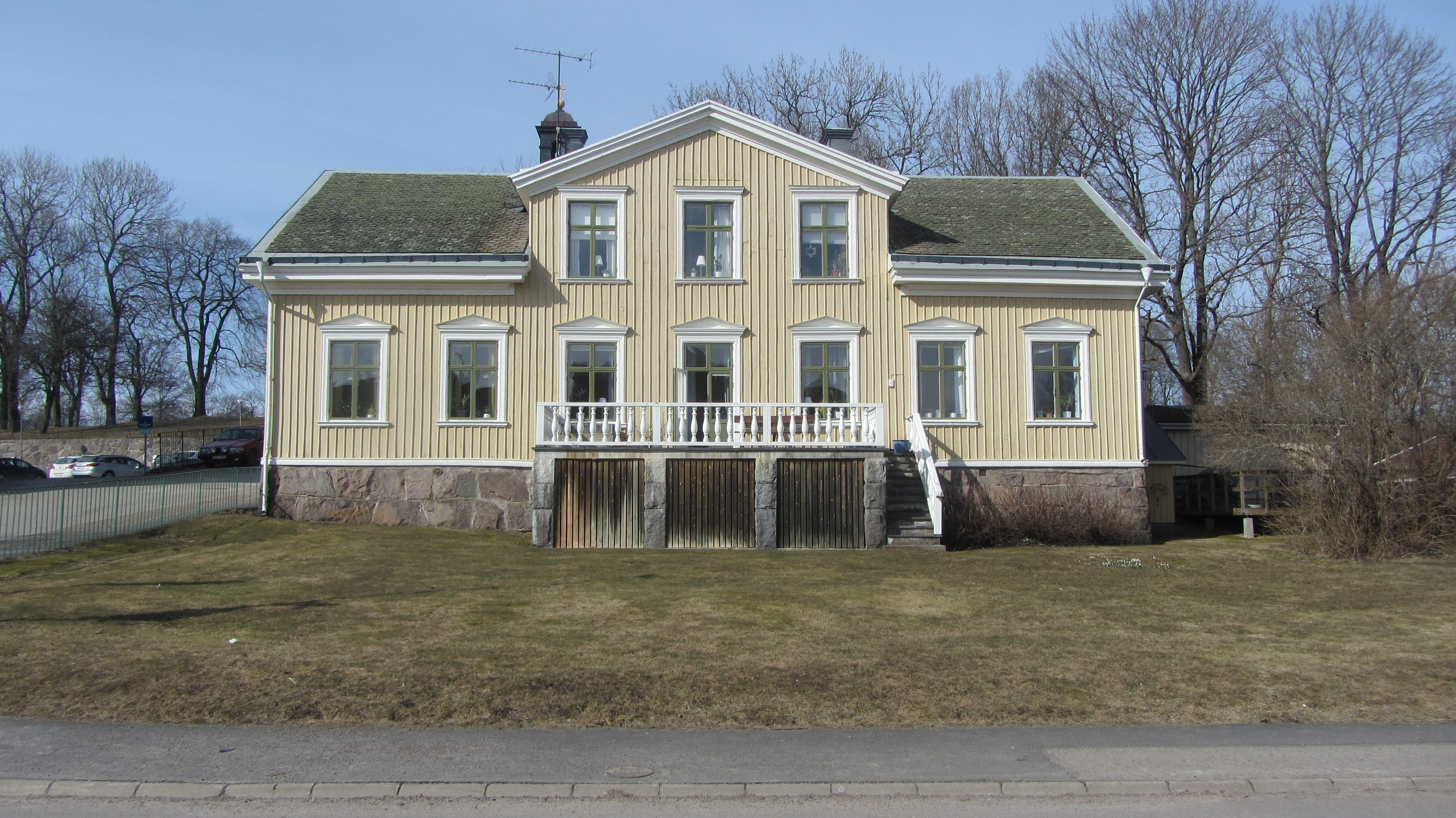
Skolbyggnaden från 1831 blev 1902 omgjord till bostad för läroverkets rektor.

Åmåls högre allmänna läroverk var ett läroverk i Åmål verksamt från 1874 till 1968.

## Historik
Skolan hade sitt ursprung i en skola från 1776 som var en stadspedagogi innan den 1836 ombildades till en lägre lärdomsskola. Omkring 1858 ombildades den till ett lägre elementarläroverk. som 1879 blev ett lägre allmänt läroverk. 1905 blev den en samskola, 1930 en samrealskola Senast 1952 blev skolan Åmåls högre allmänna läroverk .
Skolan kommunaliserades 1966 skolan och fick då namnet Norrtullsskolan. Studentexamen gavs från 1950 till 1968 och realexamen från 1907 till åtminstone 1970.